# Autoritratti di Paul Gauguin
Gli autoritratti di Paul Gauguin sono dipinti di natura espressionista che il pittore francese Paul Gauguin ha realizzato durante la sua carriera artistica e che ripropongono alcuni periodi storici e psicologici della sua vita. Per il pittore gli autoritratti diventano un'importante risorsa, un'occasione per guardare in profondità nella propria anima alla ricerca della più intima identità spirituale.

## I Miserabili (1888)

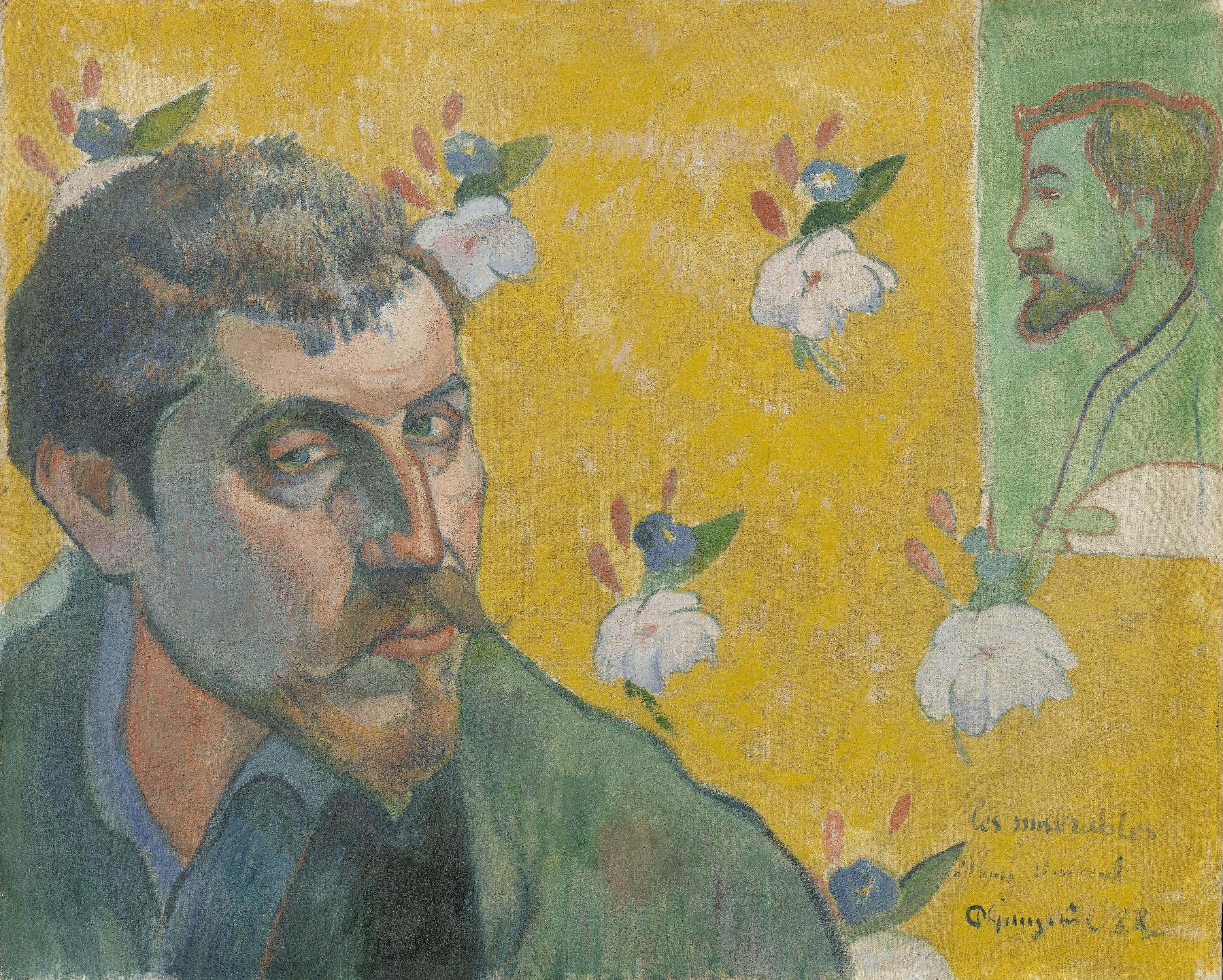
Paul Gauguin-Autoritratto "I miserabili"-1888-Olio su tela 45X55cm-Van Gogh Museum - Amsterdam

### Storia
L'autoritratto "I Miserabili" è un dipinto olio su tela (45x55 cm), databile al 1888 e conservato nel Van Gogh Museum ad Amsterdam. L'opera è stata dipinta da Gauguin durante il suo soggiorno a Pont-Aven, prima di recarsi ad Arles, e dopo la sua realizzazione è stata spedita all'amico Vincent Van Gogh il quale ha ricambiato, a sua volta, con un altro autoritratto. Si tratta di uno scambio proposto dallo stesso Van Gogh, secondo un costume degli artisti giapponesi, agli amici Émile Bernard e Gauguin in segno di fratellanza e lavoro comune. In origine la proposta consisteva in uno scambio di ritratti ma le resistenze che Bernard e Gauguin manifestano a ritrarsi l'un l'altro trasforma l'idea in uno scambio di autoritratti. I costanti scambi tra i tre pittori fanno nascere il progetto di un "Atelier dei tropici" e lo stesso quadro rimanda al sodalizio; sullo sfondo compare infatti un piccolo ritratto dell'amico Bernard ma la dedica sotto il titolo è «all'amico Vincent».

### Descrizione
Il quadro è pregno di intenzioni extra-pittoriche: l'intonazione giallo-rossastra e il tratto incisivo infondono al quadro una grande forza espressiva. La composizione cromatica è divisa in tre blocchi: il blocco verde all'estrema destra con il ritratto di Bernard, il blocco giallastro e solare al centro e il blocco più scuro e rossastro a sinistra con il busto di Gauguin. L'artista si ritrae con il volto incandescente, come a voler indicare la «lava di fuoco che incendia la nostra anima di pittori» e con lo sguardo cupo, come fosse un «bandito mal vestito e possente, che possiede una interiore nobiltà e dolcezza». Così Gauguin si descrive in una lettera a Émile Schuffenecker, manifestando l'intento di impersonificare il pittore impressionista, l'artista ribelle e puro, incompreso e vittima della società. I fiori ridotti a elementi essenziali e in stile giapponese, sparsi sul fondo simboleggiano quella purezza che contraddistingue l'artista impressionista non interessato a commercializzare le sue opere. L'interesse per lo stile simbolico è reso anche dai colori accesi e vividi della carta da parati e dalle linee ben marcate della figura. 
Il sodalizio fra i tre pittori si evince dal gioco di sguardi: Bernard è rivolto verso Gauguin, il quale a sua volta è rivolto verso l'osservatore del quadro ovvero Van Gogh, al quale era stato destinato il dipinto.

## Autoritratto con Aureola (1889)

Paul Gauguin-"Autoritratto con Aureola"-1889-Olio su tavola 50x70cm-National Gallery of Art-Washington

### Storia
Dopo il soggiorno a Pont-Aven Gauguin decide di accettare l'insistente invito di Van Gogh a raggiungerlo ad Arles, in Provenza. La decisione sembra essere influenzata da diversi fattori tra cui il sostegno economico fornito dal fratello di Van Gogh, Theo van Gogh, che stipula un contratto con Gauguin quello stesso anno e lo invita a raggiungere il fratello Vincent, pagandogli il soggiorno. Mentre Van Gogh dimostra molta ammirazione per il compagno e nutre la speranza di poter finalmente fondare un'associazione di pittori, Gauguin scrive all'amico Bernard di sentirsi completamente spaesato, di trovare tutto piccolo e meschino. Alla delusione iniziale segue ben presto l'affiorare di alcune divergenze sorte dalla convivenza tra due persone di temperamento molto diverso, che fino ad allora avevano avuto solo pochi contatti. Le differenze di carattere, di preferenze verso maestri del passato e contemporanei, di metodi di lavoro, fanno sì che tra i due artisti si instauri una sorta di «duello pittorico». Il clima di tensione determinato dai continui contrasti di opinione rende la convivenza sempre più difficile, fino al drammatico epilogo: il tentativo di aggressione, il gesto autopunitivo del taglio dell'orecchio, la precipitosa partenza di Gauguin, il ricovero di Van Gogh in manicomio. Dopo un lungo periodo di assenza Gauguin torna quindi a Parigi, ma come al solito la città non è stimolante per il suo lavoro ed è ancora la Bretagna a ispirargli opere innovative. È in questo periodo che Gauguin realizza il suo "Autoritratto con Aureola", un dipinto a olio su tavola (50x70cm) conservato nella National Gallery of Art di Washington. Nel 1889, con la crescente affermazione del Simbolismo letterario Gauguin acquista una posizione di primo piano come pittore, caricando i suoi quadri di sacralità e arcaismo. Il suo narcisismo è appagato nel sentirsi eletto «uomo di genio» ed è forse questo il motivo che lo spinge a ritrarsi nella veste di profeta o ancor più di mago facendo riferimento all'enorme potere creativo che possiede, capace di evocare attraverso la sua arte significati inerenti a mondi diversi. 

### Descrizione
Il quadro, in linea con la tendenza simbolista, è carico di simboli complessi e di significato spesso oscuro che sembrano trattare concetti opposti come il bene e il male, il paradiso e l'inferno. La vicinanza con artisti malati di misticismo e cultori delle religioni orientali, come Bernard, motiva la tendenza di Gauguin a caricare la pittura di valori etici e sacri, a trasporre stati d'animo e preoccupazioni personali e ad assumere atteggiamenti da predicatore. Colpisce la superficie di color rosso intenso uniformemente distribuita sul fondo, in contrasto con il giallo che incornicia la testa galleggiante dell'artista, stilizzata sopra steli curvi e fiori dalla forma inconsueta. Gauguin suggerisce appena il proprio aspetto mostrando di sé solo la testa e una mano, mentre stringe un serpente tra le dita. Il dipinto è fortemente ambivalente e per questo motivo offre diversi spunti d'interpretazione. Il serpente, solitamente associato al peccato originale, potrebbe simboleggiare il male e la tentazione in quanto convinse Eva, personaggio biblico, a gustare la mela proibita dall’Albero della conoscenza, ma potrebbe anche rappresentare la conoscenza stessa del bene e del male, quella che Adamo ed Eva ebbero da allora in poi. L'aureola sopra la testa di Gauguin suggerisce la divinità o santità del personaggio, alludendo agli angeli e al cielo, come a informare l'osservatore che egli è in parte buono (aureola) e in parte cattivo (serpente). L'intero dipinto sembra improntato alla rappresentazione del Giardino dell'Eden e del peccato originale. Compare infatti la mela, simbolo presente nella storia di Adamo ed Eva e frutto proibito dell'albero della conoscenza, che fu oggetto della disobbedienza di Eva comportando l'espulsione del genere umano dal Giardino dell'Eden. Lo sfondo rosso infine potrebbe ricordare il fuoco dell'inferno ma anche simboleggiare l'energia creativa che il pittore si vanta di possedere. 

## Buongiorno Signor Gauguin (1889)

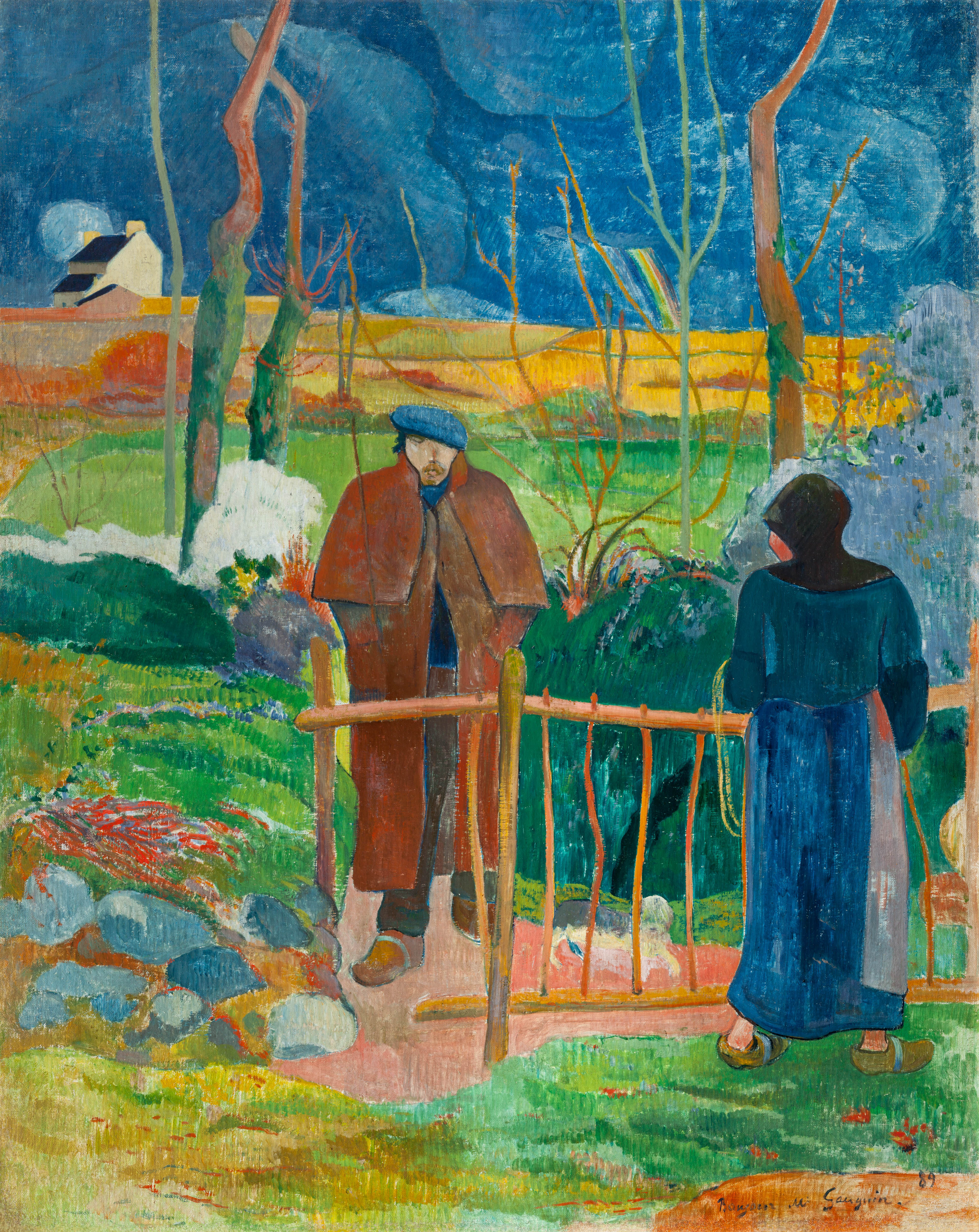
Paul Gauguin -Autoritratto "Buongiorno, signor Gauguin"-1889-Olio su tela 113x92cm-Národní Galerie-Praga

### Storia
Ai periodi di lavoro in Bretagna tra il 1889 e il 1890 appartengono tutte le opere di impronta simbolista che rappresentano il fondamento della nuova arte, cosiddetta "ideista", che riassume in sé le prerogative di arte simbolista, sintetista e soggettiva. Motivi dominanti in questi quadri sono la sacralità e l'arcaismo ma il vero protagonista è il paesaggio bretone, che per Gauguin ha «un che di selvaggio e primitivo». È questo il caso di "Bonjour Monsieur Gauguin", un dipinto olio su tela (113x92cm) risalente al 1889 e attualmente conservato alla Národní galerie, a Praga. Si tratta di un quadro particolare in cui Gauguin ritrae se stesso semplice e rude in una scena quotidiana, vista però attraverso il suo animo. Il titolo è un omaggio di Gauguin alla celebre opera di Gustave Courbet intitolata Bonjour monsieur Courbet (1854) che raffigura l'incontro fra l'artista e l'amico Alfred Bruyas. Ciò che colpisce l'osservatore è il grande malessere esistenziale che il quadro esprime e che trova la sua motivazione nel periodo di grave crisi economica che il pittore stava affrontando e che gli aveva reso ancora più difficile dedicarsi a una passione i cui frutti non erano apprezzati da tutti. Nel 1889 Gauguin viveva già da un anno in Bretagna in una situazione economica disastrata ma aveva deciso, nonostante una serie di fallimentari imprese (collezionista d'arte, agente finanziario, rappresentante di commercio, ecc.), di fare il pittore a qualsiasi costo. È questo il momento durante il quale Gauguin lavora con insistenza a raffigurare il disagio e l'emarginazione dell'artista in seno alla società.

### Descrizione
Il quadro, come suggerisce il titolo, ha come protagonista lo stesso Gauguin e lascerebbe intendere il riferimento all'inizio di una nuova giornata. Una donna bretone, che indossa un abito tipicamente contadino, è rivolta verso di lui e solo il capo chinato nella direzione del pittore lascia intendere un cenno di saluto. Gauguin invece è quasi interamente coperto dal cappotto e dal cappello, lascia intravedere solo pochi tratti del viso mentre i due terzi del dipinto sono occupati da una natura fredda e poco rassicurante. Si tratta di un paesaggio fatto di alberi spogli e arbusti, privo di fiori e sovrastato da un cielo blu, cupo, che insieme all'espressione vuota e nascosta del protagonista sembra voler rispecchiare le vere emozioni provate dall'autore mentre lo realizza. Il contrasto con il titolo è forte e delude le attese di un "buongiorno". Osservando il quadro risulta infatti evidente la descrizione del termine di un giorno faticoso e malinconico e del rientro a "casa", forse in un freddoloso pomeriggio, di un uomo sconfitto, con il peso del lavoro sulle spalle. Il dipinto esprime un grande malessere e le sensazioni che trasmette ne sono la prova: la rassegnazione di una lunga giornata e l'impotenza di fronte a un paesaggio, a una natura dominante che lascia poco spazio alla persona; non ci sono segni di speranza, ma un unico elemento consolatorio, il saluto comprensivo di una persona estranea alla sua vita. In questo scenario l'autoritratto che realizza non è altro che una malinconica testimonianza di se stesso.

## Autoritratto con Cristo Giallo (1890-91)

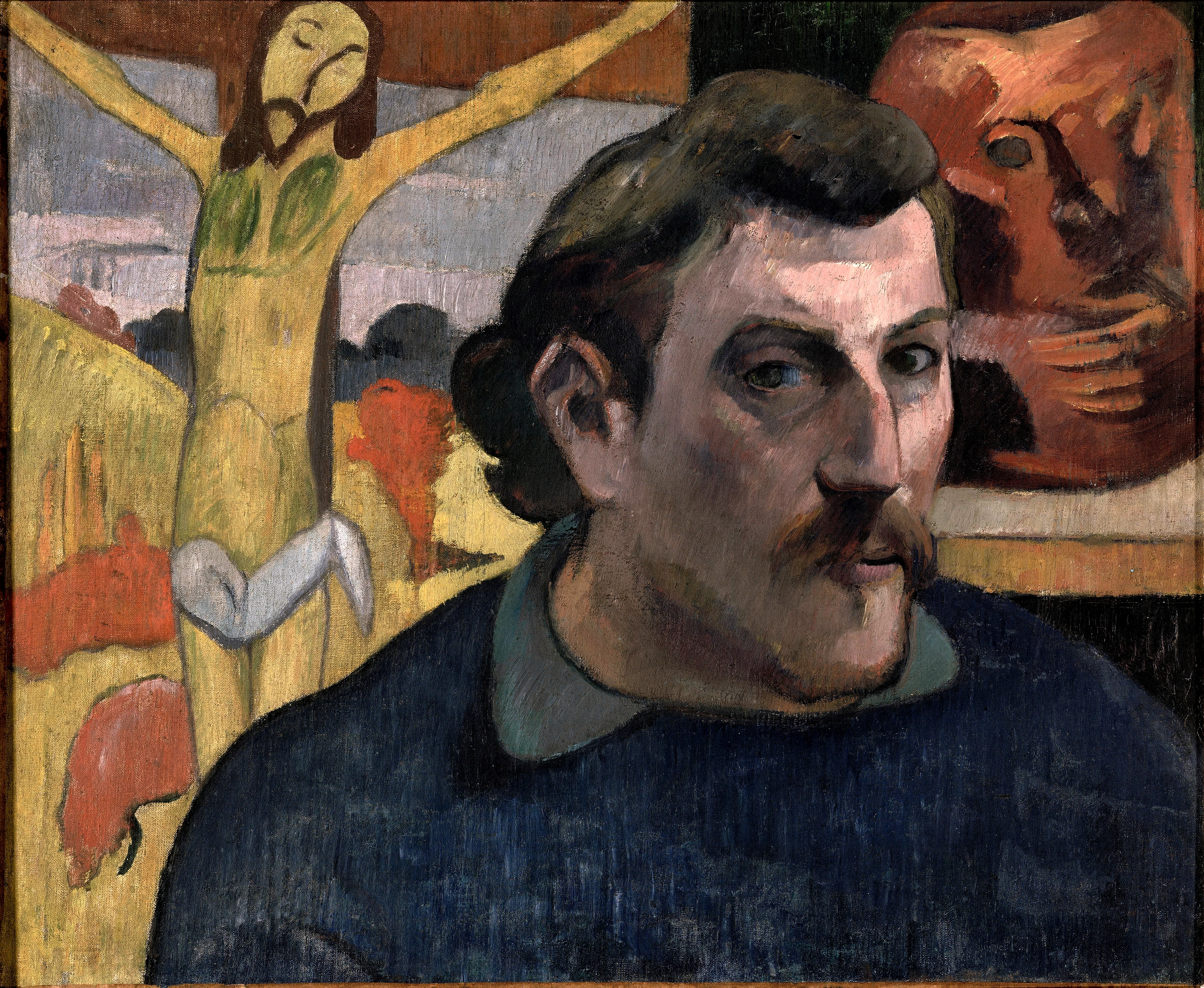
Paul Gauguin -"Autoritratto con Cristo giallo"-1890/1891-Olio su tela 30 x 46cm-Musée d'Orsay-Parigi

### Storia
La produzione pittorica realizzata in Bretagna non sembra bastare a Gauguin, il quale ha bisogno di arricchire la propria opera di contenuti che rispondano alla sua «smania di cose sconosciute» e all'esigenza di far affiorare un «angolo di sé ancora ignoto». Questi stimoli lo portano a progettare una fuga in terre lontane, anche se per il momento è un progetto solo mentale; compaiono in molte opere richiami all'Oriente, all’arte indiana, a quella giavanese e allo stile giapponese. È nel 1890 che il progetto della partenza, della grande fuga, viene messo in atto. La destinazione cambia più volte, in base alle notizie che Gauguin raccoglie, ma il progetto rimane quello di partire con Bernard. Infine la scelta dell'artista è Tahiti, l'isola descritta da Pierre Loti, nel romanzo "Le mariage", come un luogo privilegiato, un paradiso tropicale, ambiente ideale per l'immersione in una natura incontaminata dalla civiltà. Era la prima volta che Gauguin si recava in Polinesia e la decisione di partire avveniva in un momento di grande difficoltà: era disoccupato, sconosciuto, non aveva soldi e la moglie lo aveva abbandonato da poche settimane tornando in Danimarca con i loro bambini. La sua determinazione a dipingere e a farsi riconoscere come pittore era però ancora più forte di prima. Tra il 1890 e il 1891, mentre si apprestava a lasciare la Francia per Tahiti, Gauguin si dedica alla realizzazione dell'Autoritratto con Cristo giallo, un dipinto olio su tela (30x46cm) conservato al Musée d'Orsay, a Parigi. Il quadro costituisce un vero e proprio manifesto. Si tratta in realtà di un ritratto dal triplice aspetto, nel quale l'artista svela le varie sfaccettature della sua personalità, raffigurando due sue opere realizzate l'anno prima (Il Cristo giallo e il Vaso autoritratto in forma di testa grottesca), che si confrontano da un punto di vista estetico e simbolico. In bilico tra spiritualità e carnalità, sintetismo e primitivismo, Gauguin anticipa l'importanza e il peso dell'avventura artistica e umana che si appresta a vivere e il suo ritratto è come l'annuncio metaforico di una redenzione tramite il primitivo e il selvaggio.

### Descrizione
In primo piano compare Gauguin, con lo sguardo fisso allo spettatore e il volto deciso e serio, come a voler esprimere il peso delle difficoltà che l'artista affrontava in quel periodo, ma anche tutta la sua determinazione nel continuare la sua battaglia artistica. Alle sue spalle fanno da sfondo i due quadri. A sinistra Il Cristo giallo, immagine della sofferenza sublimata, al quale Gauguin presta le proprie fattezze. La sofferenza del Cristo è accentuata dalla scena in cui alcune donne, non visibili in questo quadro bensì in quello originario, sono inginocchiate in preghiera mentre il braccio disteso sopra la testa del pittore evoca un gesto protettore, come fosse un abbraccio. Il contesto è rurale e il colore della pelle del Cristo riprende quello del grano che circonda il crocifisso. Il giallo di questo quadro si contrappone al rosso del "Vaso autoritratto in forma di testa grottesca", collocato a destra sopra uno scaffale. Il vaso, la cui funzionalità era quella di porta-tabacco, evoca una delle molteplici sfaccettature della personalità di Gauguin, quella di un uomo incredibilmente energico e segnato dalle sofferenze. Con la sua maschera contratta in una smorfia e la sua fattura primitiva il vaso incarna il carattere selvaggio dell'artista, tanto che egli stesso lo descriveva come la «testa di Gauguin il selvaggio». Nel contesto cristologico del dipinto il vaso-autoritratto introduce però una dissonanza, ribadita dalla tonalità accesa dell'argilla cotta. Il senso attribuito da Gauguin alla maschera potrebbe essere chiarito da un'allusione presente nella lettera inviata a Bernard nel gennaio del 1890, nella quale confessa la propria identità di artista ribelle, l'isolamento e la sofferenza che ne deriva. Per l'artista la soluzione migliore sarebbe quella di farsi insensibile e ignorare il peso del malessere ma rivela all'amico che, malgrado i suoi sforzi per diventare insensibile, la sua natura non glielo permette. Lo stesso vale per il Gauguin del vaso «con la mano che soffoca nella fornace il grido che vorrebbe sfuggirgli». Così Gauguin scrive all'amico, e in questa chiave di lettura il vaso completa e rafforza il senso di rassegnazione del Cristo, con il quale finisce per coincidere nella comune condizione di un'innocenza e una vulnerabilità originarie, negate nel cosiddetto processo di civilizzazione.

## Autoritratto con cappello (1893-94)

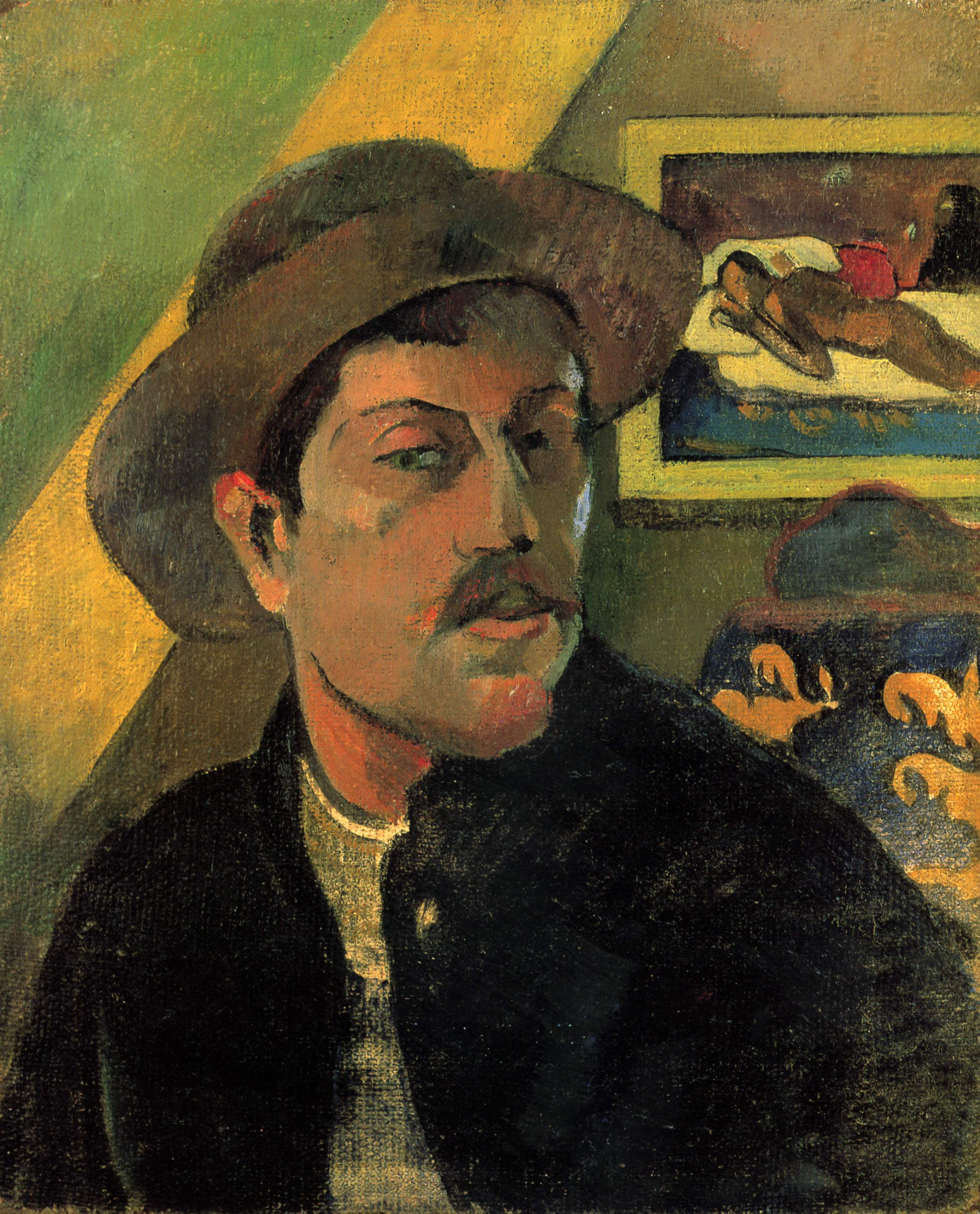
Paul Gauguin -"Autoritratto con cappello"-1893/1894-Olio su tela a doppia faccia 46 x 38 cm-Musée d'Orsay-Parigi

### Storia
La permanenza a Tahiti dura due anni e nell'aprile del 1893 Gauguin ritorna a Parigi, con un bagaglio di opere nuove e un obiettivo ben preciso: farle conoscere e rafforzare la sua fama di caposcuola, grazie a creazioni nuove e ancora mai viste. Malgrado i suoi sforzi l'effetto non è tuttavia quello sperato: a Novembre l'artista propone di regalare un quadro al museo del Luxembourg, ma l'opera viene rifiutata, e successivamente presenta una mostra con i maggiori capolavori realizzati a Tahiti, anche questa conclusa in modo fallimentare. Gauguin è sostenuto soltanto da un numero esiguo di pittori e critici, mentre la maggior parte dei suoi colleghi si mostra restio nei suoi confronti. Il sentimento di estraneità suscitato dalle tele "barbare" e dalle sculture "ultraselvagge", unito allo scarso riscontro commerciale, lo spingono a facilitare la comprensione dei suoi dipinti spiegando la realtà che ha ispirato la loro realizzazione. In sintonia col clima culturale di Parigi il pittore si dedica a uno scritto autobiografico incentrato sul racconto del soggiorno a Tahiti, della scoperta dell'isola, delle credenze di quel luogo esotico. Il volume è intitolato "Noa Noa"("che profuma"), poiché allude al soave profumo dell'isola, e racchiude in sé l'essenza stessa di Tahiti "la profumata". Durante l'inverno e la primavera Gauguin lavora duramente al manoscritto, usando diverse tecniche, ma anche in questo caso il suo progetto si conclude in modo insoddisfacente. Dall'autunno 1894 il pittore vuole tornare a Tahiti, deluso dalle vicende del suo recente soggiorno in Bretagna e provato dal continuo sentimento di estraneità, ma prima di farlo tenta ancora una volta di affermarsi. Da questo punto di vista l'"Autoritratto con cappello" è un manifesto del suo modo di proporsi e di imporre un legame tra la realtà parigina e la sua nuova identità. Si tratta di un dipinto olio su tela a doppia faccia (46x38cm), attualmente conservato al Musée d'Orsay, e sembra rappresentare una reazione contro le numerose stroncature subite, un'ulteriore affermazione del suo spirito ribelle.

### Descrizione
Gauguin si raffigura con un'aria seria e impenetrabile nel contesto "tahitianizzato" della sua nuova bottega, una sorta di studio-abitazione arredato come un "atelier dei mari del sud": i muri erano gialli e verdi e la stanza era abbellita da oggetti esotici di ogni tipo come il pareo giallo e blu sulla destra, molte tele "barbare" e opere di impressionisti. L'immagine che il pittore vuole trasmettere è quella di un artista selvaggio, dai tratti "primitivi", la cui rudezza è accentuata dalla semplicità della pennellata e dal materiale ruvido con cui è composta la tela. Nello studio dell'artista spesso si organizzavano serate durante le quali Gauguin si atteggiava a maestro e cercava di portare Tahiti nel circolo simbolista parigino, raccontando dei suoi viaggi e leggendo brani di "Noa Noa". Talvolta vi prendevano parte anche scrittori simbolisti e personaggi illustri che a quel tempo si attivarono per far conoscere l'opera di Gauguin come Stéphane Mallarmé, August Strindberg, Paco Durrio, William Molard; quest'ultimo compare sul retro del quadro, con il viso dall'espressione un po' stravolta. Dietro la figura di Gauguin, a rovescio come fosse visto in uno specchio, l'artista colloca il famoso "Manau Tupapaù" ("Lo spirito dei morti veglia", un olio su tela (73x92cm) realizzato nel 1892 e conservato nell'  Albright-Knox Art Gallery, a Buffalo) che, a detta dell'artista, rappresenta l'opera più importante e più significativa realizzata durante il suo soggiorno nel Pacifico. Il dipinto ritrae una giovane donna che giace supina e nuda nel proprio letto mentre alle sue spalle aleggiano gli spiriti con velo nero; la donna raffigurata nella tela è Teha'amana, la giovane compagna del pittore, e Gauguin avrebbe preso ispirazione per il quadro quando tornando da Papeete in una sera di pioggia tra lampi e tuoni, trovò la donna al buio nella capanna, sdraiata sul letto e terrorizzata dall'oscurità e dalla tempesta. Il pittore aggiunge a sinistra nel quadro una figura incappucciata, con l'aria minacciosa, una sorta di demone o spettro polinesiano dei morti ("Tupapau") che evoca la paura della fanciulla nella notte di pioggia. L'intero quadro, con le sue due facce, fornisce una sintesi esatta dell'inverno 1893-1894 che il pittore trascorse a Parigi.

## Autoritratto presso il Golgota (1896)

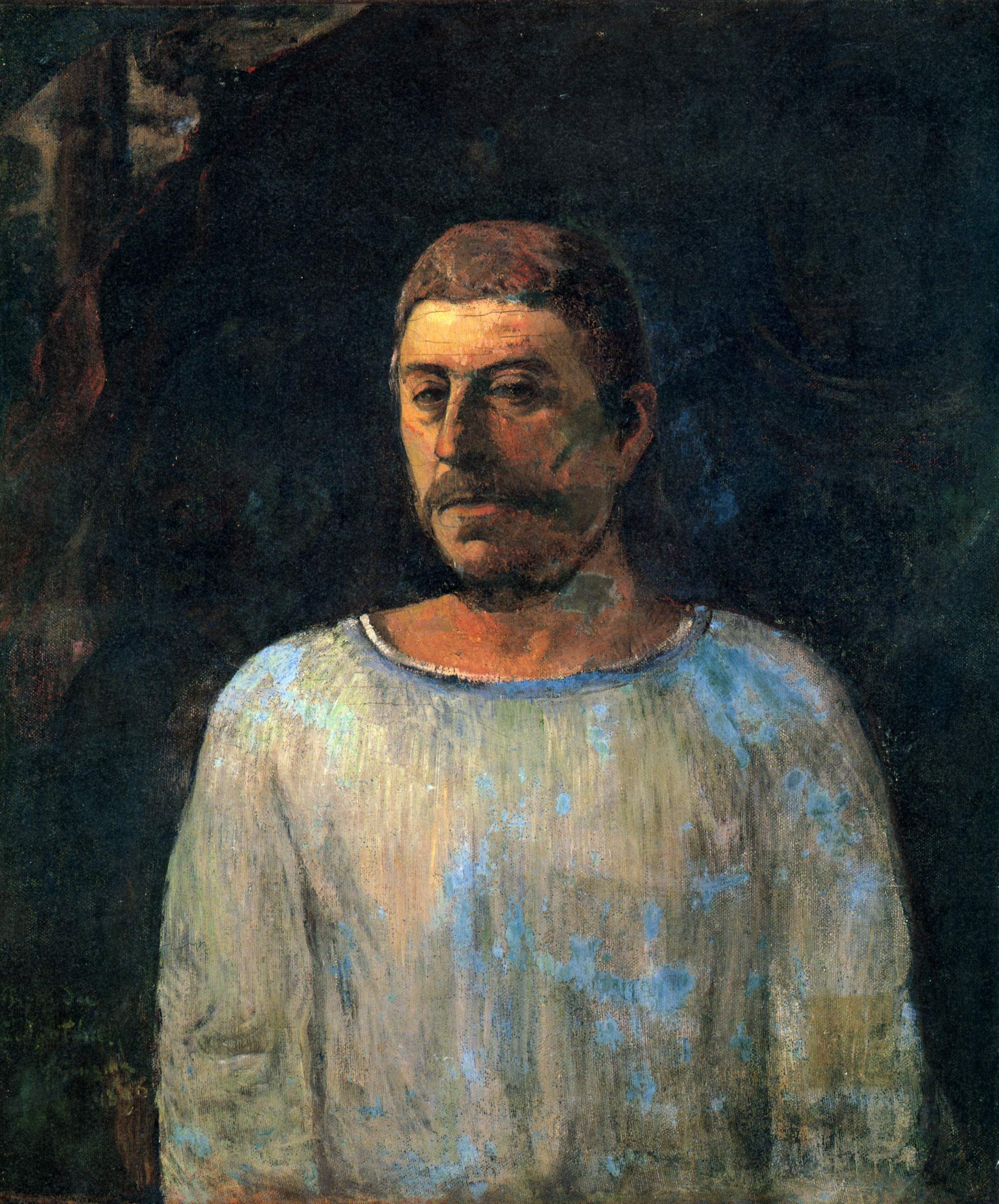
Paul Gauguin -"Autoritratto presso il Golgota"-1896-olio su tela 76 x 64 cm-Museu de Arte-San Paolo

### Storia
Durante il secondo soggiorno a Tahiti Gauguin si impegna nella ricerca di un dialogo tra la cultura polinesiana e quella francese e la sua posizione "ambivalente" di artista e teorico riflette la sua personale variante di "primitivismo moderno": un insieme di elementi europei e polinesiani, acquisiti dalla religione cattolica e dalle tradizioni spirituali extraeuropee. Questa è la nuova direzione che intraprende e che si apre con la serie di dipinti iniziata al principio del 1896, dopo un lungo periodo di inattività per le cattive condizioni di salute e la sistemazione della nuova abitazione a Punaauia, sulla costa ovest di Tahiti. Il suo stato d'animo negativo, influenzato in parte dagli insuccessi parigini, si avverte nel primo quadro dipinto da Gauguin dopo il ritorno a Tahiti: l'"Autoritratto presso il Golgota" (1896), olio su tela (76x64cm), custodito al Museu de Arte, San Paolo. L'artista si ritrae nelle vesti di Cristo, come vittima della nuova arte primitiva e pura; il dipinto è infatti caratterizzato da una forte pregnanza simbolica ed assume i caratteri di una meditazione personale. Ad avallare questa ipotesi è il fatto che questo quadro non fu destinato al mercato poiché Gauguin lo tenne sempre con sé come icona dell'ultimo periodo della sua vita e testimone delle sue meditazioni: un "memento". Fu acquistato solo dopo la sua morte dallo scrittore e amico Victor Segalen, che si era recato alle Isole Marchesi per incontrare Gauguin.

### Descrizione
A differenza degli altri dipinti in cui Gauguin, divenuto capo di una piccola accolita di artisti, sovrappone a se stesso l'immagine di Gesù, capo e guida degli apostoli, nell'"Autoritratto presso il Golgota" l'identificazione è meno ostentata: l'artista è vestito con una lunga tunica bianca, probabilmente un camice d'ospedale, e con i capelli più lunghi del reale. Il camice bianco evoca Gesù Cristo mentre nello sfondo scuro il Golgota (o Calvario), luogo in cui Gesù fu crocifisso, sembra annunciare la fine vicina. Gauguin, immerso nelle tenebre, fissa negli occhi l'osservatore con uno sguardo spento, il volto serio e teso, a sottintendere una sofferta meditazione e le sofferenze fisiche che gli procuravano i suoi mali. Le braccia abbandonate lungo i fianchi raccontano la resa di un uomo ormai minato da malattie, in ospedale con le gambe piagate e con la sifilide. Se però nel "Cristo nell'orto" lo sguardo abbassato sottolineava la rassegnazione di chi si compiaceva di essere riconosciuto come un martire della fede nell'arte, l'atteggiamento di questo lavoro è diverso. Lo sguardo sicuro diventa un atto di d'accusa rivolto non solo alla società francese del tempo, che aveva disprezzato il suo profeta, ma a tutti gli uomini, compresi quelli che in un prossimo futuro fossero stati incapaci di riconoscere il valore del suo messaggio artistico. Gauguin è come il Cristo che muore, nell'isolamento morale e affettivo, per le colpe commesse da tutti gli uomini, anche da quelli non ancora nati, ed egli stesso affermerà che il vero calvario è «questa spaventosa società che fa trionfare i piccoli a spese dei grandi e che pure dobbiamo sopportare».

## Altre opere
Numerosi sono i dipinti di Gauguin che colpiscono per la presenza di strane ceramiche di forma primitiva, inserite con il valore di una seconda firma, le quali rimandano a una nuova esperienza di lavoro avviata dal pittore francese durante il suo soggiorno a Pont-Aven.

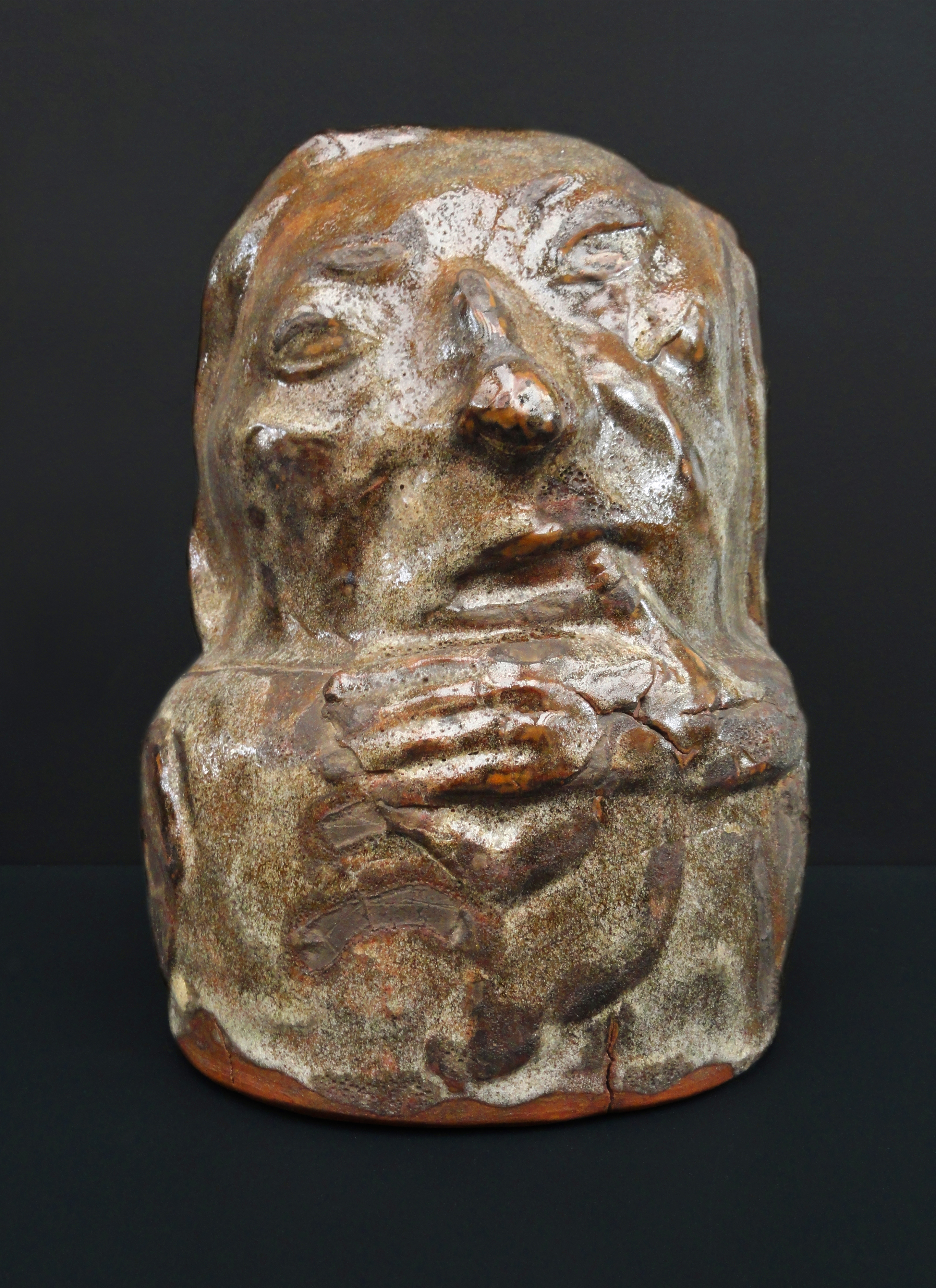
Paul Gauguin-"Vaso-Autoritratto in forma di testa grottesca"-1889-Grès smaltato 28.4 cm-Musée d'Orsay-Parigi

### Sculture
Dal 1873 Gauguin viene a contatto con diversi scultori e sotto la loro guida comincia a lavorare il marmo dedicandosi in breve tempo a soggetti di costume moderno modellati o intagliati nel legno con una tecnica di tipo impressionista. Le sue sculture rivelano una vocazione per l'artigianato artistico, un campo che si adatta alle sue capacità di manipolare materiali diversi e in cui l'impronta della personalità dell'artista è più spontanea e immediata. Nel 1886 Gauguin ha l'occasione di conoscere il noto incisore Félix Bracquemond, esperto di arte giapponese, e il ceramista Champlet. Comincia a lavorare con quest'ultimo come decoratore ma dimostra subito una predisposizione nel trattare la ceramica e passa a creare pezzi originali, vasi in grès smaltato dalle forme strane, che ricordano le ceramiche inca che l'artista aveva visto in Perù durante la sua infanzia: alcuni decorati da figurine di bretoni o di ballerine di Degas, mentre altri sono modellati in forma di testa con il suo stesso volto, autoritratti scultorei. Un esempio è il vaso-autoritratto in forma di testa grottesca (1889), in grès smaltato, conservato al Musée d'Orsay, a Parigi. La connotazione primitivistica del vaso emerge dai processi di trasformazione subiti dall'argilla in seguito alla cottura nel forno, che portano a un'alterazione delle fattezze inizialmente modellate tant'è che lo stesso Gauguin definisce il vaso «una delle mie cose migliori, ancorché non molto riuscita dal punto di vista della cottura»; l'esito infatti è una maschera dal rilievo stirato, con accento deformante, conseguenza della temperatura di cottura eccessiva. Il risultato acquista però un carattere rivelatore e la maschera così deformata ricorda a Gauguin la polarità "selvaggia" del proprio carattere tanto che l'opera, realizzata originariamente come omaggio, viene invece custodita dall'artista stesso e interpretata come un vero e proprio autoritratto, una «testa di Gauguin il selvaggio». A complicare l'accezione di "selvaggio" è un elemento curioso del vaso-autoritratto, il pollice fra le labbra: un tratto tipicamente infantile che allude a una disarmata innocenza. È probabile che la stretta equivalenza fra infanzia e stato primitivo o selvaggio, più volte citata come dato qualificante dell'arte giapponese, sia divenuta familiare al pittore per questa via e che egli l'abbia ripresa come mezzo per esternare la nostalgia di una condizione ormai perduta. Queste componenti si sommano nel vaso in un effetto grottesco fatto di lineamenti sfuggenti, occhi distanti, sottilmente obliqui e naso rincagnato. Quando Gauguin nel 1895 lascia la Francia rinunciando all'ideale di gettare un ponte tra due culture, sancisce la rottura con la società civilizzata con altri due capolavori da lui realizzati: la scultura "Oviri" (" Selvaggio", 1894), ceramica in parte smaltata e conservata al Musée d'Orsay a Parigi, e l' "autoritratto-Oviri" (1894-95), modellato in gesso e pervenutoci nella fusione in bronzo. Gauguin chiamava questi lavori «piccoli prodotti delle mie sublimi follie» sentendoli come un'immediata proiezione del suo io.